# Catia Graphical Representation
Catia Graphical Representation med förkortningen CGR eller .cgr är ett CAD-dataformat för CAD-programmet CATIA. Formatet används ofta av större företag vid kapacitetskrävande digitala mock-uper.

## Fördelar
- CGR-filer kräver endast 10% av datautrymmet i förhållande till motsvarande filer i Catia.
- Komplexiteten hos CGR-filerna är mindre.
- Filerna laddas snabbare.[1]